# ماریو ایلپو
ماریو ایلپو (انگلیسی: Mario Ielpo؛ زادهٔ ۸ ژوئن ۱۹۶۳) بازیکن فوتبال اهل ایتالیا است.
از باشگاه‌هایی که در آن بازی کرده‌است می‌توان به باشگاه ورزشی لاتزیو، باشگاه فوتبال روبور سیه‌نا، باشگاه فوتبال کالیاری، باشگاه فوتبال جنوآ، و باشگاه فوتبال آ.ث. میلان اشاره کرد.